# Ebba Bernadotte

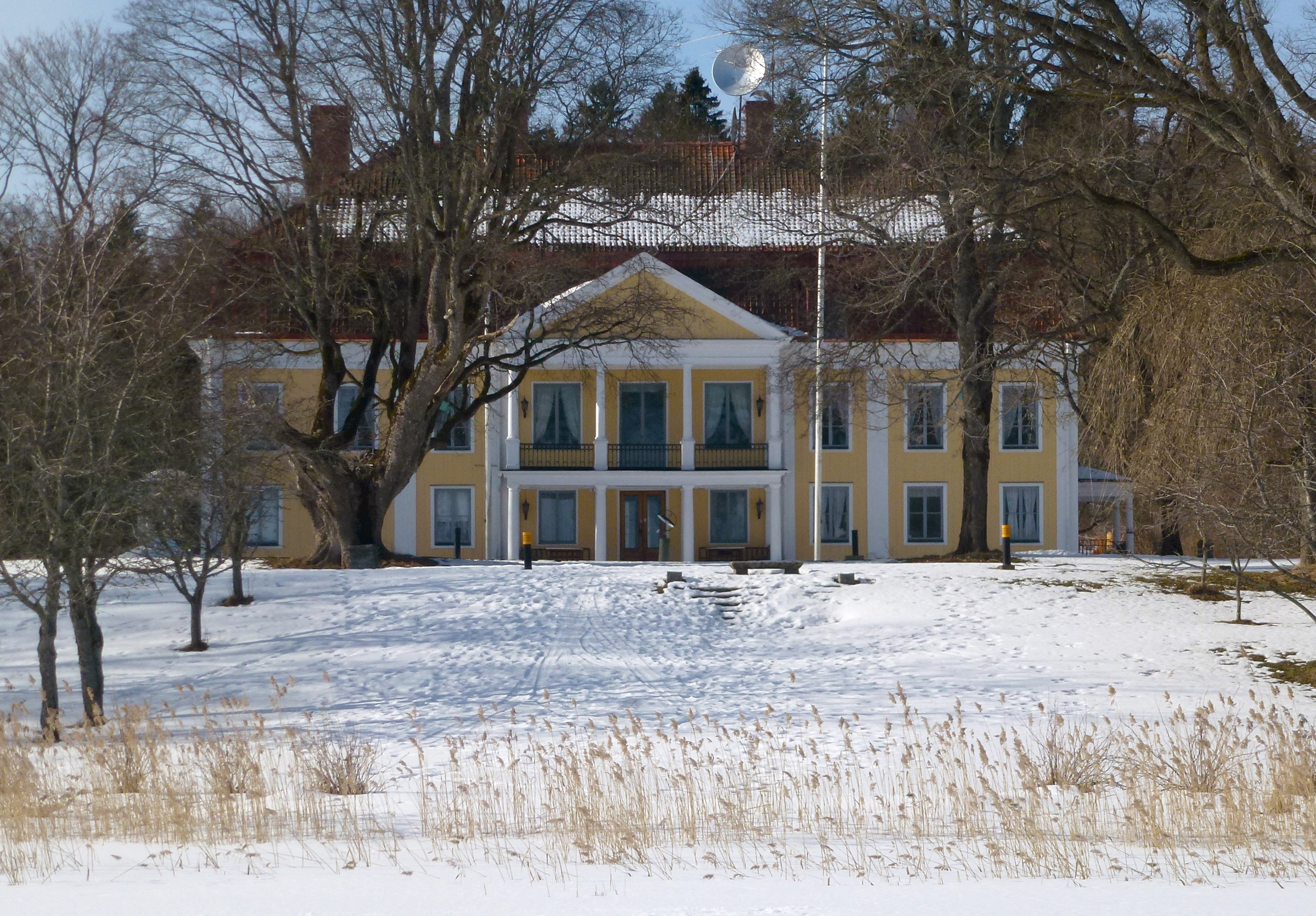
Malmsjö gård.

Ebba Henrietta Bernadotte, född Munck af Fulkila 24 oktober 1858 i Jönköping, död 16 oktober 1946 på Malmsjö gård i Grödinge, var en svensk prinsessa och gift med prins Oscar. 

## Biografi
Ebba Bernadotte tillhörde den adliga grenen av ätten Munck af Fulkila och var dotter till Carl Jacob Munck af Fulkila, överste och chef för Jönköpings regemente, och friherrinnan Henrica Cederström. Hon var syster till generallöjtnant Bror Munck.
Hon var 1882–1886 hovfröken hos dåvarande kronprinsessan Victoria. Hon träffade 1885 prins Oscar i Amsterdam, där han var för att undersöka ett hjärtbesvär och dit hans svägerska kom för att besöka honom. Ebba Munck och prins Oscar blev förälskade och besökte ofta den norska sjömanskyrkan tillsammans. Det skall också ha varit hon som tillsammans med den norske pastor Knudssen ha påverkat honom i religiös riktning. Då Oscar meddelade sin familj att han ville gifta sig med den icke kungliga Ebba Munck betraktades detta som en katastrof. 
Hela familjen, särskilt fadern och kronprinsessan, var starkt emot äktenskapet. Hon avskedades som hovfröken och Oscar påtvingades två års betänketid. Då han år 1887 meddelade att han fortfarande ville gifta sig med Ebba Munck, fick han tillstånd till det efter att hans bröder underskrivit ett dokument där de lovade att inte ingå liknande äktenskap själva. Den 10 januari 1888 hölls en bal för Ebba Munck och prins Oscar på norska statsministerns residens i Stockholm och 21 januari 1888 en slottsbal, där de fick dansa tillsammans, och 29 januari 1888 eklaterades förlovningen. 
Äktenskapet betraktades med sorg vid hovet och inom kungafamiljen, men det blev mycket populärt bland allmänheten där paret fick sympati och genererade en del godmodiga skämt. Bland annat sades det att en bro hade slagits mellan folket och kungahuset, "Munckbron", och, med tanke på att Oscar fick avsäga sig sin titel, att kungen nu hade tre söner, inte fyra, för en av dem "gifte sig och fick sluta". Vid parets avresa från Stockholm mötte en stor folkmassa upp vid järnvägsstationen för att visa sitt stöd och vinka av dem.      
De gifte sig 15 mars 1888 i S:t Stephens kyrka i Bournemouth i England, vigda av pastor Gustaf Emanuel Beskow, drottning Sofias favoritpräst. Vid bröllopet närvarade drottning Sofia, Oscars bröder Carl och Eugen, Oscars kusin Louise av Sverige (då kronprinssesa av Danmark och sedermera drottning) och brudens mor och bror. Den nygifta fick därvid den officiella titeln "Prinsessan Bernadotte" i stället för "Prinsessan Ebba av Sverige" som hon i normala fall skulle ha kallats, hennes efternamn Bernadotte registrerades enligt namnlagen 1901. Hon blev luxemburgsk grevinna af Wisborg 1892. 
År 1895 beskrevs hennes tillvaro i tidskriften Idun, där hon sades leva ett liv helt ägnat åt familjeliv och kristen välgörenhet, och paret, som delade ett djupt intresse för religion, ska också ha levt ett förhållandevis enkelt liv på visst avstånd från hovet. De betraktades länge med sympati på grund av omständigheterna kring äktenskapet, och deras relation beskrivs som lycklig. 1894 blev hon styrelseledamot för Lapska missionens vänner. Hon var styrelseledamot för Kristliga föreningens av unga kvinnor i Stockholm styrelse 1897–1912, och blev styrelseledamot för Kvinnliga missionsarbetares (KMA) 1898. Hon var ordförande för de s. k. Daggryningarna, barn- och ungdomskretsar för stödjande särskilt av Kinamissionen och blev 1900 ordförande i Bokpåsemissionen för sjömän, som sammanträdde i hennes hem.

## Barn
- Maria Sophie Henrietta (1889–1974). Ogift. Sophiasyster.
- Carl Oscar (1890–1977). Gift 1:o 1915–1935 med friherrinnan Marianne De Geer af Leufsta (1893–1978, omgift 1936 med Marcus Wallenberg). Två döttrar och två söner. Gift 2:o 1937 med Gerty Börjesson (1910–2004). En son.
- Ebba Sophia (1892–1936). Gift 1918 med friherre Carl-Mårten Fleetwood (1885–1966). Inga barn.
- Elsa Victoria (1893–1996). Gift 1929 med Hugo Cedergren (1891–1971). Inga barn.
- Folke (1895–1948). Gift 1928 med Estelle Manville (1904–1984). Han hade en dotter och fyra söner.